# Oritoniscus notabilis
Oritoniscus notabilis is een pissebed uit de familie Trichoniscidae. De wetenschappelijke naam van de soort is voor het eerst geldig gepubliceerd in 1944 door Herold.